# Stigmatomma egregium
Stigmatomma egregium is een mierensoort uit de onderfamilie van de Amblyoponinae. De wetenschappelijke naam van de soort is voor het eerst geldig gepubliceerd in 1955 door Kusnezov.